# Chemini
Chemini est une commune de la wilaya de Béjaïa, située à environ 60 km au sud-ouest de Béjaïa au cœur de la vallée de la Soummam.

## Géographie

### Localisation
Le territoire de la commune de Chemini est situé à l'ouest de la wilaya de Béjaïa, au sud-est de la forêt d'Akfadou.
| Idjeur (Wilaya de Tizi Ouzou)     | Akfadou     | Souk Oufella                  |
| Bouzeguene (Wilaya de Tizi Ouzou) | Chemini     | Seddouk                       |
| At Ziki (Wilaya de Tizi Ouzou)    | Ouzellaguen | Ighzer Amokrane (Ouzellaguen) |

### Relief et hydrographie
La commune est située à une altitude moyenne de 800 mètres.

### Localités de la commune
En 1984, la commune de Chemini est constituée à partir des localités suivantes :
- Takrietz
- Agueni
- Aït Chemini
- Aït Ouragh
- Ait Soula
- Aït Zadi
- Bouchachiou
- Boumelal
- Chemini
- Djenane
- Il Maten
- Imaliouène
- Loudha
- Larbaa
- Semaoune
- Sidi Hadj Hassaine
- Sidi Yahia
- Taghrast
- Taguemount
- Takhlicht
- Takourabt
- Tazroutz
- Tidjounane
- Tighilt
- Tihouna
- Tissira

## Histoire
La commune de Chemini correspond à l'ancienne commune de Djenane durant l'occupation française et relevait du Département de Sétif, ancienne sous-préfecture du département de Constantine jusqu'en 1957. A l'indépendance, Chemini devient une commune de la  wilaya de Sétif avant d’être intégrée à la wilaya de Béjaia à sa création en 1974.

## Économie
- Une surface agricole de 4 870 hectares
- Taux de chômage s'élevant à 48 %

## Institutions & Administrations
- Centre de formation et d'apprentissage.
- trois (03) Écoles moyennes.
- Un lycée.
- La poste.
- Inspection des impôts. (malheureusement le local se situe à Sidi Aich)
- Sécurité Urbaine.
- Siège de la Daïra
- Deux (02) zaouias (écoles coraniques): zaouia de Sidi Hadj Hassaine et zaouia de Sidi Yahia.
- Une polyclinique
- Agence de la CNAS
- la Subdivision d'Urbanisme et de Construction

## Vie quotidienne

### Culture
- Une Maison pour la Jeunesse et la Culture.
- un Foyer de jeunes à Boumelal
- Une Bibliothèque communale.
- Une Bibliothèque à Boumelal
- Une coordination indépendante des comités des villages et quartiers de la commune de Chemini
- Une association culturelle pour la promotion de langue et culture amazighes : taddukli tadelsant tamazight (association culturelle tamazight) At Weghlis créée en 1989.
- Deux associations (socio-environnementale et religieuse) au village d'Ait Soula
- Renouveau culturel de Chemini (RCC), une association culturelle communale créée en décembre 2008.
- Une Association Culturelle dénommée Azaghar Tidjounane (ACAT) créée en décembre 2014 au village Tidjounane.
- Une Association socioculturelle dénommée Agraw, fondée en 1998 au village Takhlidjt.

### Sports
- Un stade communal en extension et rénovation.
- Un Club Sportif JS Chemini (Football, Karaté, Athlétisme…).
- Un Club Sportif Cs Boumelal Chemini (Football, Karaté, Athlétisme…).
- Association Sportive Tidjounane section de karaté-Do "IHAMMAMEN" au village Tidjounane depuis 1997

## Personnalités liées à la commune
- Mabrouk Belhocine, né en 1921 au village Tissira, commune de Chemini et mort le 3 décembre 2016, est un écrivain, historien et militant de la cause nationale et ancien haut fonctionnaire du Gouvernement provisoire de la République algérienne (GPRA).
- Mohand-Amokrane Maouche, né le 11 août 1925 au village de Tissira, dans la de commune de Chemini, mort le 2 janvier 1971 à Tripoli, fut le premier président de la Fédération algérienne de football.
- Agraw Boudjemaa, de son vrai nom Boudjemaâ Ouddane, chanteur, natif de Chemini en 1952 au village de Takhlijt.
- Iris, de son vrai nom Mohand-Lyazid Chibout, écrivain, né au village de Ait Soula, commune de Chemini.
- Mohand Akli Haddadou né le 24 novembre 1954 à Chemini dans la tribu des Aït Waghlis et mort le 19 novembre 2018[1] est un linguiste et écrivain Kabyle.